# Acrididae
Acrididae, koji se obično nazivaju kratkorogi skakavci, su dominantna porodica skakavaca, koja obuhvata oko 10.000 od 11.000 vrsta čitavog podreda Caelifera. 

## Spoljašnje veze
- Mediji vezani za članak Acrididae na Vikimedijinoj ostavi
- Orthoptera Species File (Version 5.0/5.0)